# Rue des Farges
La rue des Farges est une rue située dans le 5e arrondissement de Lyon, en France.

## Odonymie
Le nom des Farges est attesté au XIIIe siècle. Il viendrait des forges qui se seraient trouvées dans le quartier Saint-Irénée : Guillaume Paradin nommait la porte de Saint-Just la « porte des Forges » dans son livre Mémoires de l'Histoire de Lyon (1573).

## Situation
La rue des Farges longe la place des Minimes, entre la montée du Gourguillon et la place Abbé-Larue.

## Histoire

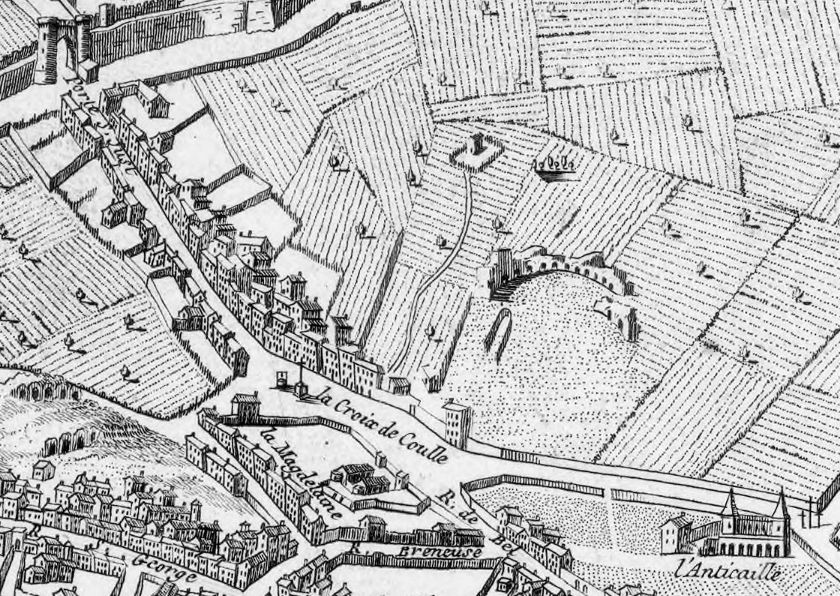
La rue des Farges non nommée sur ce plan de 1780 par Moithey, entre l'actuelle place des Minimes dite « la croix de coulle » et la porte Saint-Just.

L'existence de la rue est attestée en 1380.
Avant 1855, la rue des Farges allait jusqu'au quartier Saint-Irénée, occupant une partie de la rue de Trion et la rue des Macchabées.
Elle était très importante au Moyen Âge car elle reliait avec la montée du Gourguillon le cloître fortifié de Saint-Just et la ville basse. La basilique Saint-Just détruite en 1562 par les Protestants est reconstruite rue des Farges entre 1565 et 1663.

## Patrimoine

### Antiquité
Du fait que la rue de Farges se situait au centre de la ville romaine entre la fin du Ier siècle av. J.-C. et le début du IIIe siècle, de nombreuses découvertes archéologiques ont été faites sur le site. Une lampe de laraire a été trouvée en 1525 devant la croix de Colle, une plaque en bronze doré avec une dédicace à Mithra découverte en 1550.
Un important bâtiment thermal est découvert dans les années 1970.
Dans les années 2010, un sondage puis des fouilles préventives ont permis la découverte d'un pan du rempart augustéen ainsi qu'un pan d'un murus gallicus.

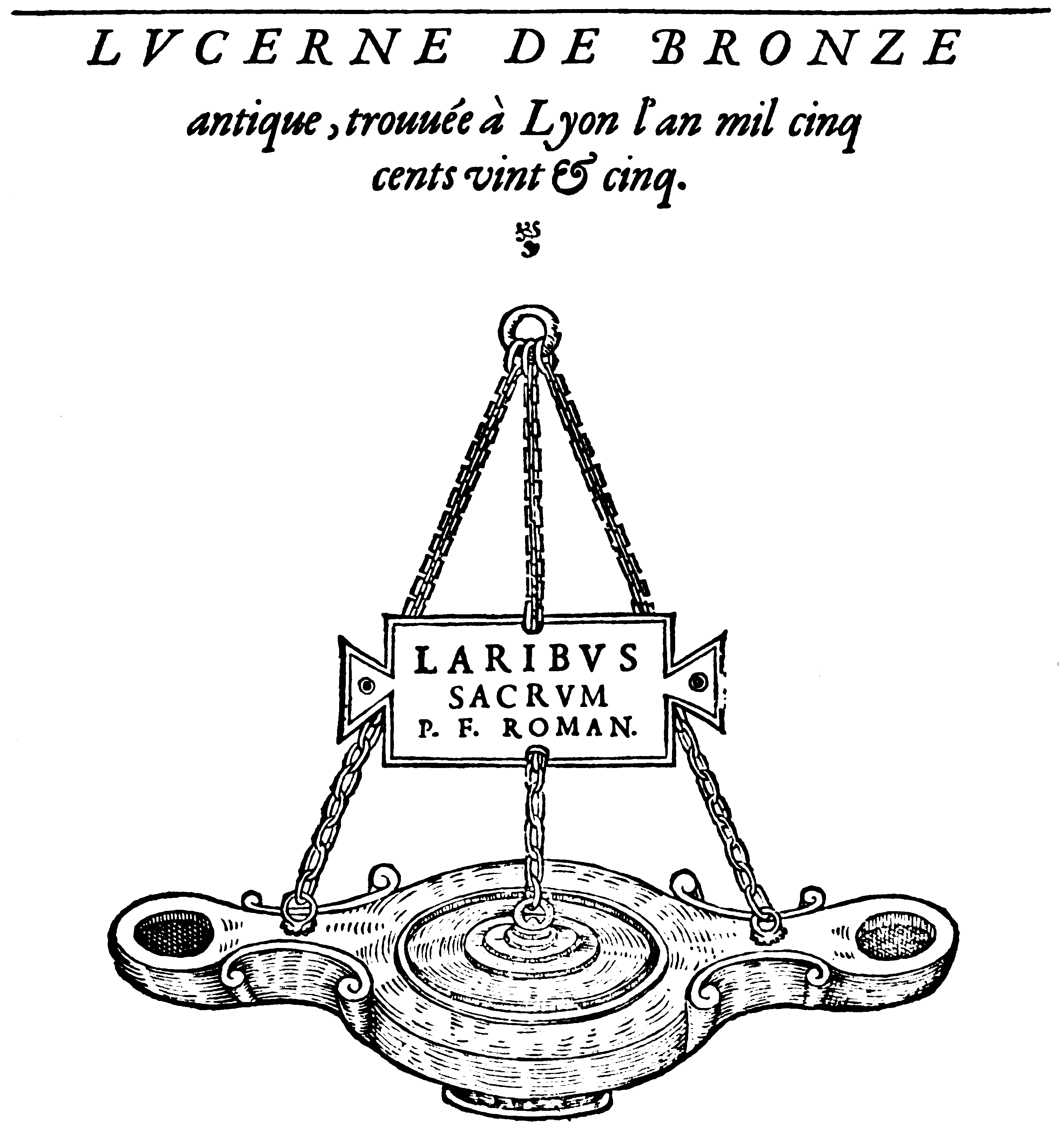
Lampe de laraire trouvée devant la croix de Colle en 1525.
Le réseau viaire antique en orange ; en bleu, l'emplacement des thermes antiques dits « de la rue des Farges »
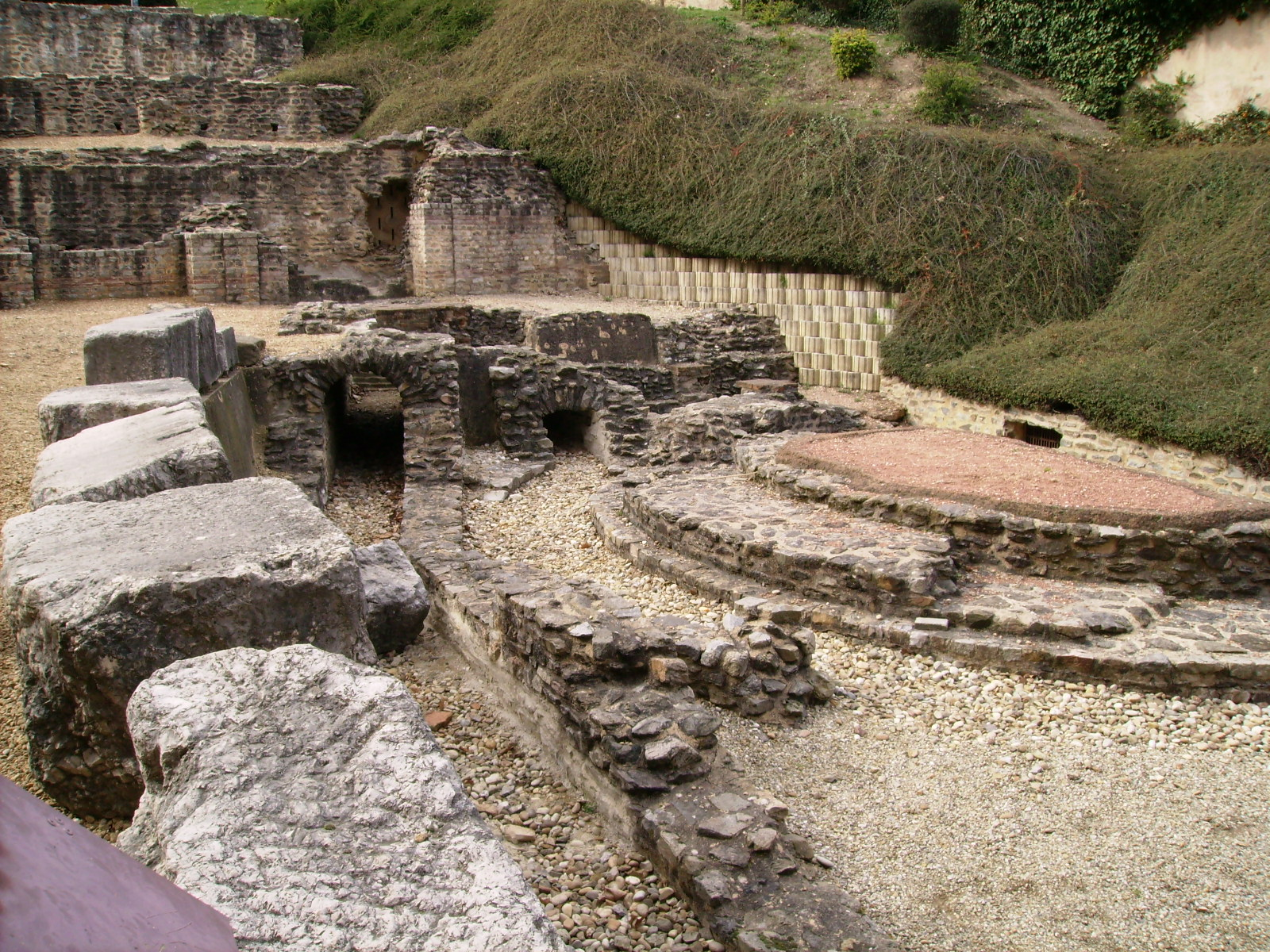
Vestiges des thermes antiques
Plan et emplacement du murus gallicus découvert à l'angle de la rue des Farges et de la place Abbé-Larue.

### Renaissance
Dans le troisième quart du XVIe siècle est érigée l'église Saint-Just, actuellement au numéro 41 de la rue.

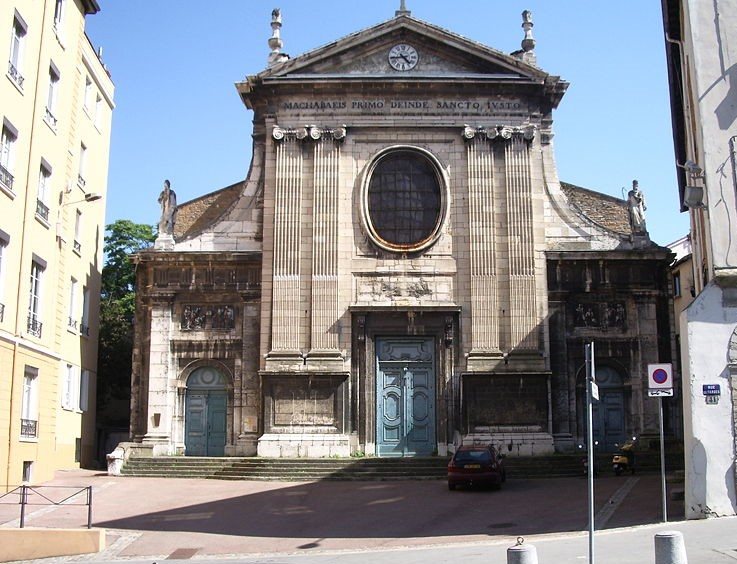
Façade de l'église.
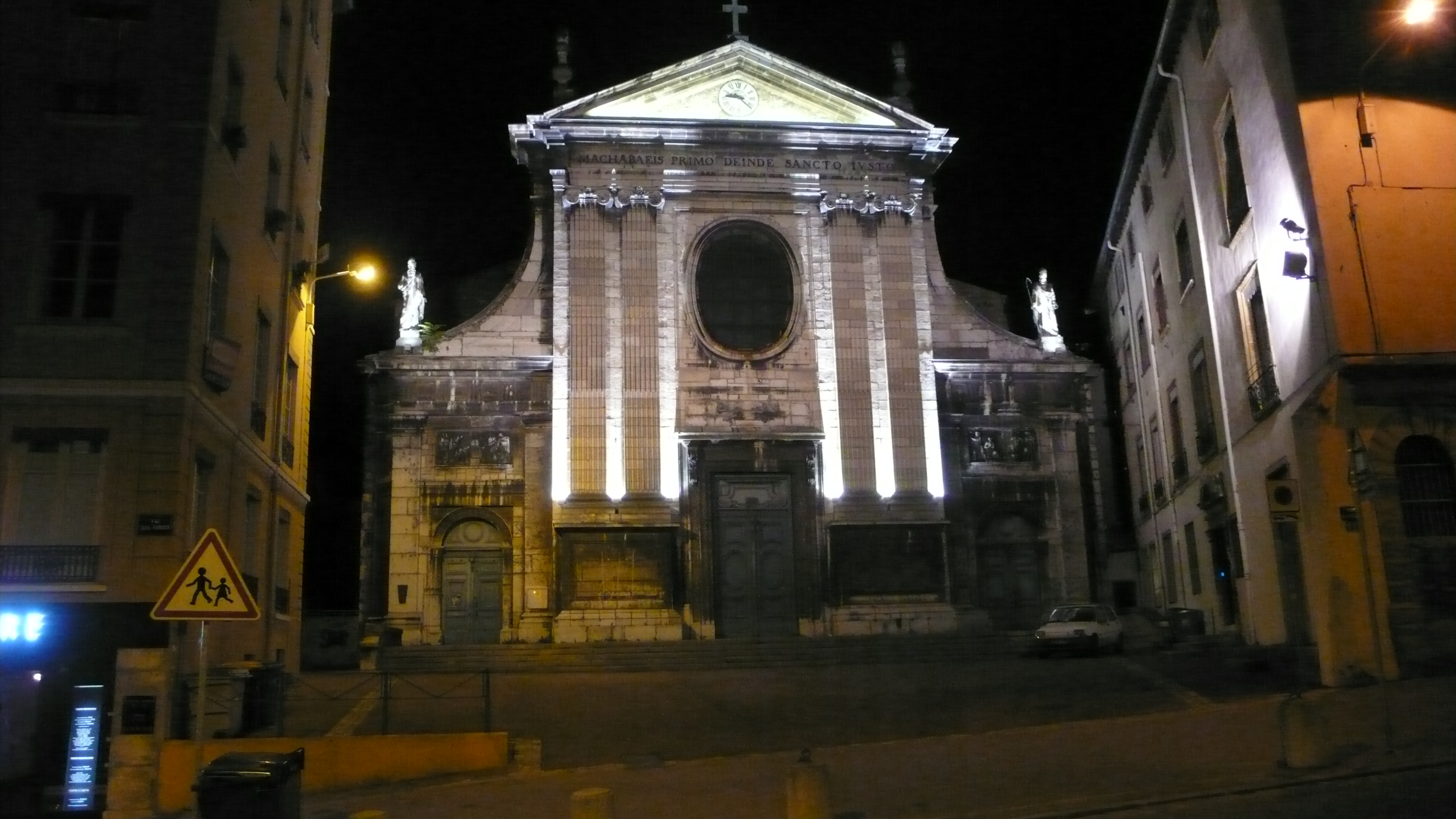
L'église de nuit et les numéros 39 et 41 de part et d'autre.